# 쿠르퓌르스텐담역
쿠르퓌르스텐담역(U-Bahnhof Kurfürstendamm)은 베를린 샤를로텐부르크빌머스도르프구 샤를로텐부르크에 있는 U1, U9의 환승역이다. U9 역사는 1961년 8월 28일에 개통했고 U1 역사는 그 5일 후에 개통했다. 쿠르퓌르스텐담 동쪽 끝에 위치해 있다.

## 역사
이 역은 울란트슈트라세-비텐베르크플라츠 구간 개통 당시에는 존재하지 않았으며, G선 공사 당시 기존 노선의 지하로 추가 승강장이 건설되었다. 당시 서베를린에 건설된 역 중 승강장 너비뿐만 아니라 다방면으로 향한 출입구가 건설된 역이기도 했다. U9 승강장의 너비는 10.73 m이다. 당시 교통 정책은 자동차를 우선시했기 때문에 이 역의 큰 중간층은 보행자가 인근 도로인 요아힘스탈러 슈트라세(Joachimsthaler Straße)/쿠르퓌르스텐담을 안전하게 건널 수 있는 지하 보도의 역할을 담당하기도 했다.
U1 환승역을 건설하기 위해서 울란트슈트라세 방면 노선 운행은 4년간 중단되었다가 1961년 9월 2일에 개통했다. U1 쪽은 U9 쪽과는 다르게 상대식 승강장으로 건설되었다. U1 노선은 소형 규격 노선임에도 불구하고 대형 규격 노선 크기로 건설되었다. 이 설계는 쿠르퓌르스텐담 아래를 통과하는 대형 규격 U3 노선 계획이 큰 영향을 주었으며, 중앙 기둥부의 큰 간격, 수요 이상으로 크게 건설된 승강장에서 영향을 볼 수 있다.
승강장 외벽은 U1, U9 모두 밝은 녹색 타일로 마감되었다. U1 쪽의 타일이 조금 더 작다. 1980년대 말부터 타일이 떨어져 나가기 시작해서 보수 공사를 거쳐야 했다. 승강장 중앙 기둥은 U1 쪽은 어두운 색, U9 쪽은 천연색의 모자이크로 이루어져 있다. 개통 이후부터 1980년대 말까지는 쿠르퓌르스텐담(요아힘스탈러 슈트라세)(Kurfürstendamm (Joachimstaler Straße))로 역명을 표기했다.
2014년 12월에는 U1 남쪽 승강장에서 지상으로 올라오는 세 번째 엘리베이터가 운영을 시작했다. 설치 비용은 130만 유로이며, 이를 통해서 모든 방면 동선으로 엘리베이터가 설치되었다.

## 매체에서의 등장
카이저 빌헬름 기념 교회 근처에 있는 파란색 역명판과 출입구는 오늘날까지도 사진이나 영화에 등장하는 장소 중 하나이다. 《크리스티아네 F. - 위 칠드런 프롬 반호프 주》 영화의 주 무대는 이 역과 인접해 있는 베를린 동물원역이며, 쿠르퓌르스텐담역의 해당 출입구도 등장한다.

## 인접 철도역
직접적인 환승역은 아니지만, 베를린 동물원역 U2 승강장 진입로는 이 역 출구에서 350 m 북쪽에 위치해 있다.
| 베를린 지하철 1호선                         | 베를린 지하철 1호선 | 베를린 지하철 1호선                       |
| ------------------------------------------- | ------------------- | ----------------------------------------- |
| 울란트슈트라세 방면                         | U1                  | 비텐베르크플라츠 바르샤우어 슈트라세 방면 |
| 베를린 지하철 9호선                         |                     |                                           |
| 슈피헤른슈트라세 라트하우스 슈테글리츠 방면 | U9                  | 동물원 오슬로어 슈트라세 방면             |